# Fabian Bredlow
Fabian Bredlow (Berlino, 2 marzo 1995) è un calciatore tedesco, portiere dello Stoccarda.

## Palmarès
- Coppa di Germania: 1

Stoccarda: 2024-2025